# Списак савезних канцелара Републике Аустрије
Савезни канцелар Републике Аустрије је шеф владе у Аустрији. Његов заменик је вицеканцелар.
Место савезног канцелара се сматра најмоћнијом политичком позицијом у Аустрији. До 1918. положај канцелара се називао председник министара Аустрије.

## Именовање канцелара
Канцелара бира председник Аустрије који, теоријски, има потпуну слободу у избору. Канцелар преузима дужност одмах након избора и полагања заклетве пред председником. Због тога потврда Националног већа (доњег дома у Парламенту Аустрије) није потребна. Међутим, пошто национални савет може да изгласа неповерење у било којем тренутку председник мора да узме у обзир мишљење већине у Националном већу.

## Улога и овалашћења
Канцелар је "primus inter pares" (први међу једнакима) у аустријској влади. Он председава састанцима у влади Аустрије, али нема моћ да даје упутства другим савезним министрима. Он није на челу државе, нити је командант оружаних снага Аустрије. За обе улоге је задужен председник државе. Такође не може да именује, нити да разрешава дужности савезне министре. Он може само да препоручи такву акцију председнику, па да он некога именује у министра или да министра разреши дужности. Исто тако, председник може да делује само уз препоруку канцелара. Поред тога канцелар нормално управља и савезним министарством.
Иако се сматра најмоћнијом политичком фигуром у држави, аустријски канцелар има много слабији положај од председника САД или премијера Велике Британије. Политичка моћ канцелара углавном произлази из његове моћи коју има у политичкој партији којом председава и која варира у зависности од тога да ли постоји коалиција или једнопартијски кабинет. Канцелар је обично лидер највеће партије у парламенту Аустрије, мада је председник слободан да именује и особу из неке друге политичке странке на место канцелара. Године 2000, председник Аустрије је изабрао Волфганг Шисела за канцелара, иако је његова странка АНС била тек трећа на изборима 1999. године.

## Канцелари Прве аустријске републике (1918—1938)
| Канцелари Прве аустријске републике |       |                                         |                     |                     |                                               |
| Име и презиме | Слика | Рођење — смрт                           | У служби            | У служби            | Политичка странка                             |
| Карл Ренер |       | 14. децембар 1870. - 31. децембар 1950. | 12. новембар 1918.  | 7. јул 1920.        | Социјалдемократска партија Аустрије           |
| Михаел Мајр |       | 10. април 1864. - 21. мај 1922.         | 7. јул 1920.        | 21. јун 1921.       | Хришћанска социјална партија                  |
| Јохан Шобер (Први мандат) |       | 14. новембар 1874. – 19. август 1932.   | 21. јун 1921.       | 26. јануар 1922.    | Државни службеник                             |
| Валтер Брајски |       | 8. јул 1871. - 25. септембар 1944.      | 26. јануар 1922.    | 27. јануар 1922.    | Хришћанска социјална партија                  |
| Јохан Шобер (Други мандат) |       | 14. новембар 1874. – 19. август 1932.   | 27. јануар 1922.    | 31. мај 1922.       | Државни службеник                             |
| Игнац Зајпел (Први мандат) |       | 19. јул 1876. - 2. август 1932.         | 31. мај 1922.       | 20. новембар 1924.  | Хришћанска социјална партија                  |
| Рудолф Рамек |       | 12. април 1881. – 24. јул 1941.         | 20. новембар 1924.  | 20. октобар 1926.   | Хришћанска социјална партија                  |
| Игнац Зајпел (Други мандат) |       | 19. јул 1876. - 2. август 1932.         | 20. октобар 1926.   | 4. мај 1929.        | Хришћанска социјална партија                  |
| Ернст Штерувиц |       | 23. септембар 1874. - 19. октобар 1952. | 4. мај 1929.        | 26. септембар 1929. | Хришћанска социјална партија                  |
| Јохан Шобер (Трећи мандат) |       | 14. новембар 1874. – 19. август 1932.   | 26. септембар 1929. | 30. септембар 1930. | Државни службеник                             |
| Карл Ваугоин |       | 8. јул 1873. - 10. јун 1949.            | 30. септембар 1930. | 4. децембар 1930.   | Хришћанска социјална партија                  |
| Ото Ендер |       | 24. децембар 1875. - 25. јун 1960.      | 4. децембар 1930.   | 20. јун 1931.       | Хришћанска социјална партија                  |
| Карл Буреш |       | 12. октобар 1878. - 16. септембар 1936. | 20. јун 1931.       | 20. мај 1932.       | Хришћанска социјална партија                  |
| Енгелберт Долфус(1) |       | 4. октобар 1892. – 25. јул 1934.        | 20. мај 1932.       | 25. јул 1934.       | Хришћанска социјална партија Отаџбински фронт |
| Курт фон Шушниг(1) (Први мандат, вршилац дужности) |       | 14. децембар 1897. – 18. новембар 1977. | 25. јул 1934.       | 26. јул 1934.       | Отаџбински фронт                              |
| Ернст Ридигер Штархемберг (Вршилац дужности) |       | 10. мај 1899. - 15. март 1956.          | 26. јул 1934.       | 29. јул 1934.       | Отаџбински фронт                              |
| Курт фон Шушниг (Други мандат) |       | 14. децембар 1897. – 18. новембар 1977. | 29. јул 1934.       | 11. март 1938.      | Отаџбински фронт                              |
| Артур Зајс-Инкварт(2) |       | 22. јул 1892.— 16. октобар 1946.        | 11. март 1938.      | 15. март 1938.      | Нацистичка партија                            |
| (1) 1933. године аустријске демократске институције су свргнуте и замењене са ауторитарном владом од којих су Долфус и Шушниг били доминантне фигуре. Погледати аустрофашизам. (2) Због притиска нацистичке Немачке, последњи председник Прве аустријске републике, Вилхелм Миклас, противољно је именовао Зајс-Инкварта за канцелара. Једини Зајс-Инквартов задатак као канцелара био је да спреми земљу за Аншлус и олакша распад независне аустријске републике. |       |                                         |                     |                     |                                               |

## Савезни канцелари Републике Аустрије (од 1945)
| Канцелари републике Аустрије |       |                                         |                    |                    |                                     |
| Име и презиме                | Слика | Рођење - Смрт                           | У служби           | У служби           | Политичка странка                   |
| Карл Ренер                   |       | 14. децембар 1870. - 31. децембар 1950. | 27. април 1945.    | 20. децембар 1945. | Социјалдемократска партија Аустрије |
| Леополд Фигл                 |       | 2. октобар 1902. - 9. мај 1965.         | 20. децембар 1945. | 2. април 1953.     | Аустријска народна странка          |
| Јулиус Раб                   |       | 29. новембар 1891. - 8. јануар 1964.    | 2. април 1953.     | 11. април 1961.    | Аустријска народна странка          |
| Алфонс Горбах                |       | 2. септембар 1898. – 31. јул 1972.      | 11. април 1961.    | 2. април 1964.     | Аустријска народна странка          |
| Јозеф Клаус                  |       | 15. август 1910. - 26. јул 2001.        | 2. април 1964.     | 21. април 1970.    | Аустријска народна странка          |
| Бруно Крајски                |       | 22. јануар 1911. – 29. јул 1990.        | 21. април 1970.    | 24. мај 1983.      | Социјалдемократска партија Аустрије |
| Фред Синовац                 |       | 5. фебруар 1929. – 11. август 2008.     | 24. мај 1983.      | 16. јун 1986.      | Социјалдемократска партија Аустрије |
| Франц Враницки               |       | 4. октобар 1937. -                      | 16. јун 1986.      | 28. јануар 1997.   | Социјалдемократска партија Аустрије |
| Виктор Клима                 |       | 4. јун 1947. -                          | 28. јануар 1997.   | 4. фебруар 2000.   | Социјалдемократска партија Аустрије |
| Волфганг Шисел               |       | 7. јун 1947 -                           | 4. фебруар 2000.   | 11. јануар 2007.   | Аустријска народна странка          |
| Алфред Гузенбауер            |       | 8. фебруар 1960. -                      | 11. јануар 2007.   | 2. децембар 2008.  | Социјалдемократска партија Аустрије |
| Вернер Фајман                |       | 4. мај 1960. -                          | 2. децембар 2008.  | 9. мај 2016.       | Социјалдемократска партија Аустрије |
| Рајнхолд Митерленер          |       | 10. децембар 1955. -                    | 9. мај 2016.       | 17. мај 2016.      | Аустријска народна странка          |
| Кристијан Керн               |       | 4. јануар 1966. -                       | 17. мај 2016.      | 18. децембар 2017. | Социјалдемократска партија Аустрије |
| Себастијан Курц              |       | 27. август 1986. -                      | 18. децембар 2017. | 11. октобар 2021.  | Аустријска народна странка          |
| Александар Шаленберг         |       | 20. јун 1969.                           | 11. октобар 2021.  | 6. децембар 2021.  | Аустријска народна странка          |
| Карл Нехамер                 |       | 18. октобар 1972.                       | 6. децембар 2021.  | 10. јануар 2025.   | Аустријска народна странка          |
| Александар Шаленберг         |       | 20. јун 1969.                           | 10. јануар 2025.   | 3. март 2025.      | Аустријска народна странка          |
| Кристијан Стокер             |       | 20. март 1960.                          | 3. март 2025.      | Тренутно           | Аустријска народна странка          |